# Hans Stockhausen (Industrieller)
Hans Stockhausen (* 28. Mai 1879 in Krefeld; † 13. November 1951 ebenda) war ein deutscher Industrieller und Chemiker. Als Leiter der Krefelder Chemiefirma „Chemische Fabrik Stockhausen & Cie.“ war er verantwortlich für die Entwicklung und die erfolgreiche Markteinführung neuartiger chemischer Hilfsmittel, darunter das Textilhilfsmittel „Monopolseife“, das Netzmittel „Praestabit“ und das Hautschutzmittel „Praecutan“.

## Leben und Beruf
Hans Stockhausen wurde am 28. Mai 1879 als einer von vier Söhnen des Textilkaufmanns, Industriellen und Chemikers Julius Stockhausen in der traditionsreichen Textilstadt Krefeld geboren. Sein Vater war Textilkaufmann, Chemiker und Mitinhaber der „Krefelder Seifenfabrik Stockhausen & Traiser“. Julius Stockhausen erfand die Textilhilfsmittel „Monopolseife“ und „Monopolbrillantöl“ zur Rohstoffreinigung und Stofffärbung in der Textilindustrie.
Ein begonnenes Chemiestudium an der Universität Freiburg brach Hans Stockhausen wieder ab, um in den väterlichen Betrieb einzutreten. Er führte die Entwicklung der beiden bisher nur im Labor erprobten Produkte fort, so „dass eine Großproduktion möglich wurde und die Anwendungsmöglichkeiten erweitert wurden. Außerdem gelang ihm ihre Durchsetzung in der Praxis. Die Monopolseife war von besonderem Interesse für die Seidenindustrie, deren Zentrum – damals wie heute – Krefeld war und ist.“
Hans Stockhausen initiierte 1907 einen Kooperationsvertrag mit dem Chemiekonzern Bayer in Leverkusen. Bayer wurde mit dem Export der gesamten Produktpalette betraut und musste im Gegenzug auf Konkurrenz im Inland verzichten. 1907 wurde auch ein neues Werk am Bäkerpfad in Krefeld errichtet, da das alte Werk am Hauptbahnhof nicht mehr erweitert werden konnte. 1912 gründete Julius Stockhausen die „Chemische Fabrik Stockhausen & Cie.“ mit seinen Söhnen als Komplementäre.
Nach dem Tod des Vaters 1920 übernahm Hans Stockhausen die Leitung des Unternehmens, in dem er schon vorher eine führende Rolle gespielt hatte. Unter ihm wurden weitere wichtige chemische Hilfsmittel entwickelt, darunter 1927 das erste in Säure und Alkalien beständige Netzmittel „Praestabit“ und 1934 das Hautschutzmittel „Praecutan“.

## Familie
Hans Stockhausens Brüder waren Ferdinand, Adolf und Julius II Stockhausen, die zusammen mit ihm 1912 als Komplementäre in die „Chemische Fabrik Stockhausen & Cie.“ des Vaters eintraten. Aus der Ehe seines jüngeren Bruders Julius II gingen ein Sohn und eine Tochter hervor. Die Tochter Charlotte Zander (1930–2014) wurde als Galeristin, Kunstsammlerin und Museumsbetreiberin bekannt. Vom Vater und anderen Verwandten hatte sie die Sammelleidenschaft „geerbt“. 1996 machte sie ihre weltweit einmalige Sammlung Autodidaktischer Kunst (über 4500 Werke) in einem Barockschloss in Bönnigheim für die Öffentlichkeit zugänglich. Nach ihrem Tod 2014 wurde die Sammlung Zander von ihrer Tochter Susanne Zander in die Gemeinnützigkeit eingebracht und das Museum bis 2020 weitergeführt. Seit 2021 befindet sich die Sammlung Zander in Köln und eröffnete dort 2023 einen Projektraum. Im Jahr 2024 wurde das Archiv von Charlotte Zander an das ZADIK übergeben. Ihre Bibliothek und die Bibliothek von Susanne Zander gingen als Schenkung an die Kunst- und Museumsbibliothek Köln. Sie wurden damit der Forschung zur nicht-akademischen Kunst zugänglich gemacht.
Hans Stockhausen war ebenfalls Sammler. Er sammelte Delfter Porzellan, barocke Drucke, Zinn und gotische geschnitzte Truhen. Sein Bruder Ferdinand, der in Berlin lebte und mit der Konzertpianistin Ella Jonas-Stockhausen verheiratet war, scheint ein manischer Sammler gewesen zu sein. Seine ausgedehnte Antiquitätensammlung hatte er über 4–5 Häuser verteilt. Mit dem Luftwaffenchef der Nazis Hermann Göring, der ein berüchtigter Kunstsammler und -räuber war und gern Ferdinand Stockhausens Sammlung an sich gerissen hätte, schloss er einen Vertrag, dass seine Sammlung nach dem Tod des Ehepaars an Göring fallen sollte. Dies bewahrte seine jüdische Frau vor dem KZ, sie starb 1967.